# Эллиотт, Джек
Джек Э́ллиотт (англ. Jack Elliott; 25 августа 1995, Лондон) — английский футболист, центральный защитник клуба «Филадельфия Юнион».

## Карьера

### Ранние годы и начало карьеры
Эллиотт родился в Лондоне, Англия, в семье шотландцев. В возрасте 12 лет провёл год в академии «Фулхэма», но был исключён оттуда, после чего играл в футбол за школу и в воскресной лиге. На Премьер-кубке Суррея Эллиотт был замечен тренером футбольной команды Университета Западной Виргинии, который пригласил играть его к себе.
За футбольную команду Университета Западной Виргинии «Уэст Верджиния Маунтинирс» Эллиотт играл в 2013—2016 годах. Окончил университет по специальности «Информационные системы управления».
В 2016 году также выступал в Премьер-лиге развития за клуб «Саут Флорида Сёрф».

### Клубная карьера
17 января 2017 года в четвёртом раунде Супердрафта MLS Эллиотт был выбран под общим 77-м номером клубом «Филадельфия Юнион». Контракт с ним клуб подписал 24 февраля. Его профессиональный дебют состоялся 1 апреля в матче против «Ди Си Юнайтед», в котором он заменил после перерыва между таймами получившего травму Ричи Маркеса. 19 августа в матче против «Сан-Хосе Эртквейкс» забил свой первый гол в профессиональной карьере. По итогам сезона 2017, в котором регулярно выступал за «Юнион», сыграв в 30 матчах и в 29 из них выходя в стартовом составе, Эллиот претендовал на звание новичка года в MLS, но в финальной тройке номинантов остался последним. В 2017 и 2018 годах сыграл два матча за фарм-клуб «Юнион» в USL — «Бетлехем Стил». 11 августа 2018 года в матче против «Нью-Инглэнд Революшн» оформил дубль. 22 мая 2019 года Эллиотт подписал новый контракт с «Юнион» до конца сезона 2021 с опцией продления на сезон 2022.

## Достижения
Командные
 «Филадельфия Юнион»
- Победитель регулярного чемпионата MLS: 2020